# Erick Montaño Rodríguez
Erick Francisco Montaño Rodríguez (Cartagena, Bolívar; 11 de julio de 1995) es un futbolista colombiano. Juega de centrocampista y su equipo actual es el Atlético Fútbol Club de la Categoría Primera B.

## Clubes y estadísticas
| Club             | País     | Año           |
| ---------------- | -------- | ------------- |
| Atlético Huila   | Colombia | 2014          |
| América de Cali  | Colombia | 2015 - 2016   |
| Cúcuta Deportivo | Colombia | 2017-2019     |
| Once Caldas      | Colombia | 2019          |
| Real Cartagena   | Colombia | 2020          |
| Atlético FC      | Colombia | 2022-presente |

## Palmarés

### Campeonatos nacionales
| Título    | Club             | País     | Año  |
| --------- | ---------------- | -------- | ---- |
| Primera B | Cúcuta Deportivo | Colombia | 2018 |